# Afrocaribenys als Estats Units
Els afrocaribenys dels Estats Units són els afrocaribenys que han emigrat als Estats Units i els seus descendents. Aquests són el grup d'immigrants negres més nombrós dels Estats Units. Concretament representen el 63% dels 5 milions de persones d'origen africà que immigraren als Estats Units a la dècada de 1990; concretament més d'un milió i mig d'afrocaribenys migraren als Estats Units en aquesta dècada. Són considerats caribenys aquelles persones originàries de les nacions del Carib: Bahames, Cuba, Jamaica, Haití, la República Dominicana, Puerto Rico (que és estat lliure associat dels Estats Units), Saint Kitts i Nevis, Martinique, Dominica, Antigua i Barbuda, Barbados, Grenada i Trinitat i Tobago, la majoria dels quals a principis del segle XX eren colònies de l'Imperi Britànic o dels Estats Units.
Els afrocaribenys (sobretot els afrojamaicans) han tingut una gran influència en la història dels afroamericans estatunidencs.

## Història
Marcus Garvey fou un dels afrocaribenys dels Estats Units més influents. Ell va fundar la Universal Negro Improvement Association i el diari afroamericà Negro World. El seu nacionalisme negre fou una resposta a la percepció que els Estats Units dominaven i ocupaven Haití, Cuba i la República Dominicana (nacions en les quals hi havia una gran proporció d'afrodescendents) per als seus propis interessos econòmics i geopolítics. A més a més, els altres territoris caribenys eren dependències de l'Imperi Britànic a principis del segle xx. Al mateix temps, aquest nacionalisme negre també va influir de manera important en les possessions britàniques del Carib, on hi va haver revoltes contra la metròpolis.
Després de la Segona Guerra Mundial la majoria de les colònies caribenyes britàniques van obtenir la independència. El govern britànic va intentar que s'unissin en un sol estat, la Federació de les Índies Occidentals, però aquesta va col·lapsar al 1962. Els nous petits estats que es crearen depenien econòmicament del turisme i les finances internacionals. Els polítics caribenys van criticar les polítiques estatunidenques vers els països caribenys com neocolonials.

## Demografia i geografia
Els afrocaribenys també han estat una font destacable en el número d'afroestatunidencs, ja que la majoria han estat integrats a la comunitat afroestatunidenca, sobretot a les grans ciutats com Nova York. Algunes de les zones en les quals hi viuen més afrocaribenys són Nova Jersey, Connecticut i Florida (en aquest últim estat, sobretot afrocubans). Gairebé tres quarts dels afrocaribenys estatunidencs viuen a la ciutat de Nova York. Altres estats on hi ha una presència destacable d'afrocaribenys són Califòrnia i Massachusetts.

## Influència dels afrocaribenys en la cultura i la política afroestatunidenca
Els afrocaribenys han influenciat als afroestatunidencs sobretot en el camp cultural: 
- El rastafarisme és un moviment religiós que important de la comunitat afroestatunidenca que veu a Garvey com un profeta i que pren els colors de la bandera d'Etiòpia (vermell, groc i verd) com a colors de la negritud. També ha influenciat molt en la música dels negres estatunidencs. Hi ha gèneres musicals que s'hi basen com el ska, el bluebeat, el hip-hop i el Reggae. El jamaicà Bob Marley és una de les principals figures heroiques dels afroestatunidencs.[2]
- En el camp esportiu, cal destacar la presència d'afrocaribenys en esports com el beisbol des de la dècada de 1950.[2]

## Personalitats notables
- Marcus Garvey
- Orestes Minoso, jugador de beisbol
- Felipe Alou, jugador de beisbol
- Roberto Clemente, jugador de beisbol